# Morning Musume
Morning Musume '24 (モーニング娘。 '24, Mōningu Musume Two-Four) formalmente simplificado Morning Musume (モーニング娘。, Mōningu Musume.) e coloquialmente reconhecidas como Momusu (モームス。, Mōmusu.) é um grupo feminino ídolo japonês, detendo o segundo maior total de vendas individuais (de um grupo feminino) nas paradas da Oricon a partir de fevereiro de 2012, com o recorde da Oricon da maioria dos dez singles com um total de 64, e elas venderam mais de 21 milhões de cópias apenas no Japão. Atualmente elas tem 20 singles consecutivos certificados como Ouro. Seu últimoltimo single a vender um milhão de cópias foi "Renai Revolution 21" em 2000 e seu último single platina foi "Souda We're Alive" em 2002.
O Morning Musume foi formado em 1997 pelo cantor e compositor de rock Tsunku, que mais tarde compôs a grande maioria das músicas do grupo ao longo da década. Eles são o grupo principal da Hello! Project especializado em música otimista e voltada para o pop, acompanhada de apresentações de dança. O grupo produziu vários grupos de splinter e frequentemente colabora com outros grupos Hello! Project, incluindo Country Musume, Berryz Kobo, Cute, Melon Kinenbi e v-u-den. O nome do grupo pode ser traduzido como "Meninas da manhã" ou "Filhas da Manhã", como o nome sugere, consiste de membros principalmente no final da adolescência e início dos 20 anos. A idade média dos membros do grupo permaneceu mais ou menos inalterada desde a sua formação original porque o grupo mantém um sistema "escolar" para as suas contínuas mudanças, com membros mais velhos "graduados" e membros novos, geralmente mais jovens, selecionados de audições nacionais admitidas no grupo quase anualmente.

## Atuais integrantes
| 12ª Geração | Nonaka Miki (野中美希)      | 7 de outubro de 1999 (25 anos)   | 30 de setembro de 2014 | Roxo            | Líder, Vocalista Líder                         |
| 12ª Geração | Makino Maria (牧野真莉愛)   | 2 de fevereiro de 2001 (24 anos) | 30 de setembro de 2014 | Rosa            | Sub-líder, Vocalista de Apoio, Dançarina Líder |
| 15ª Geração | Kitagawa Rio (北川莉央)     | 16 de março de 2004 (19 anos)    | 22 de junho de 2019    | Azul mar        | Vocalista Líder                                |
| 15ª Geração | Okamura Homare (岡村ほまれ) | 9 de maio de 2005 (18 anos)      | 22 de junho de 2019    | Margarida       | Vocalista de Apoio, Dançarina Líder            |
| 15ª Geração | Yamazaki Mei (山﨑愛生)     | 28 de junho de 2005 (18 anos)    | 22 de junho de 2019    | Verde brilhante | Vocalista Líder                                |
| 16ª Geração | Sakurai Rio (櫻井梨央)      | 11 de novembro de 2005 (17 anos) | 29 de junho de 2022    | Chá com leite   | Vocalista de Apoio                             |
| 17ª Geração | Inoue Haruka (井上春華)     | 6 de maio de 2006 (17 anos)      | 23 de maio de 2023     | Verde menta     | Vocalista de Apoio                             |
| 17ª Geração | Yumigeta Ako (弓桁朱琴)     | 8 de julho de 2008 (15 anos)     | 23 de maio de 2023     | Vermelho puro   | Vocalista de Apoio, A Mais Nova do Grupo       |

## História

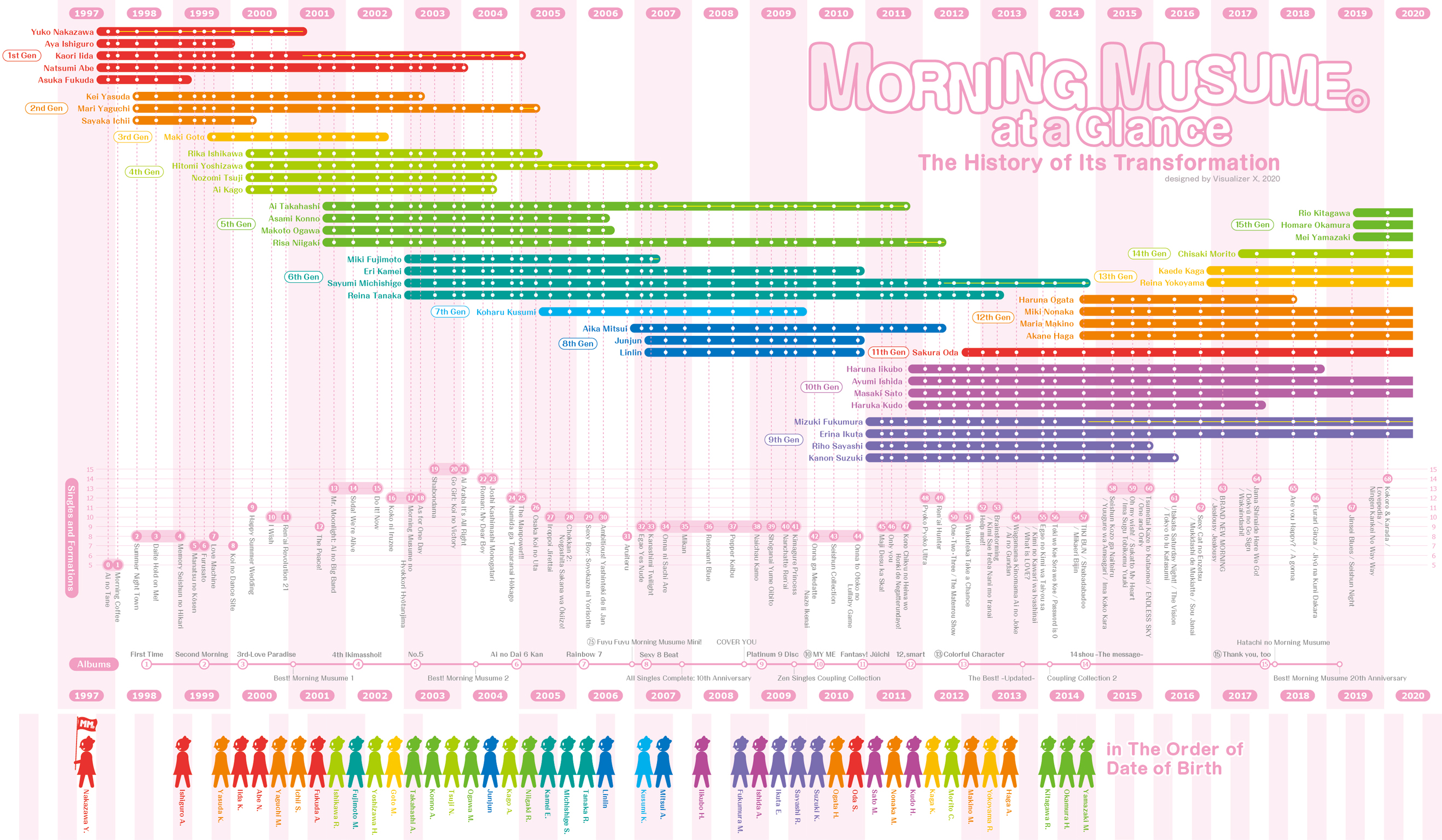
Cronologia dos membros e singles de Morning Musume.

### 1997-1998: Formação e começos
O produtor japonês Tsunku começou o grupo em 1997 através de uma audição para uma vocalista de rock feminino para sua banda Sharan Q. A audição foi realizada no programa de TV japonês Asayan. A vencedora foi Michiyo Heike, que mais tarde se tornaria solista sob o que acabaria por se tornar conhecido como Hello! Project. Tsunku decidiu formar um girl group formado por cinco das finalistas: Natsumi Abe, Yuko Nakazawa, Kaori Iida, Asuka Fukuda e Aya Ishiguro. Elas receberam um desafio para vender 50.000 cópias de seu single demo, "Ai no Tane", com apenas cinco dias de eventos promocionais. Elas conseguiram a façanha em quatro dias de promoção (espalhados em novembro de 1997) de uma maneira muito popular, e Tsunku começou sua missão de criar o mais famoso grupo de garotas no Japão.
No início de 1998, as meninas estavam prontas com seu primeiro single oficial, "Morning Coffee". O sucesso desse single (número seis nas paradas pop japonesas) trouxe três novos membros conhecidos como a segunda geração: Kei Yasuda, Mari Yaguchi e Sayaka Ichii, elevando o total de membros para oito. O segundo single, "Summer Night Town", foi o primeiro single da nova formação - uma música pop madura sobre tentativas frustradas de esconder os verdadeiros sentimentos da pessoa. Seu terceiro single, "Daite Hold on Me!", continuou na mesma veia musical como Summer Night Town, e conseguiu chegar ao número um nas paradas. A líder, Yuko Nakazawa também começou sua carreira solo.
"First Time" foi lançado em julho de 1998, apresentando os singles "Ai no Tane", "Morning Coffee" e "Summer Night Town". Naquele ano, Tsunku também formou Tanpopo, o primeiro subgrupo do Morning Musume, com Kaori Iida, Aya Ishiguro e Mari Yaguchi. Tanpopo apresentou canções mais lentas e maduras.
Quando "Morning Coffee" foi lançado, no entanto, o selo do Morning Musume, Zetima, ficou sob um nome diferente, One Up Music (One Up é uma combinação da Warner Music Japan (o selo que distribuiu o catálogo da One Up Music) e Up-Front Works. Empresa-mãe da Music Up)). No entanto, em abril de 1998, um mês antes do lançamento de "Summer Night Town", a One Up Music encerrou seu contrato de distribuição com a Warner, e foi rebatizada como Zetima. Os direitos de distribuição seriam dados à sub-gravadora Epic Records da Sony Music Japan por "Summer Night Town", "First Time" e todos os lançamentos subsequentes da Zetima.

### 1999: Sucesso inovador com "Love Machine" e a 3ª geração
O grupo lançou seu quarto single "Memory Seishun no Hikari" no início de 1999, alcançando o segundo lugar na Oricon, segundo "Winter, Again", de Glay, que vendeu 955.780 cópias na primeira semana, contra 195.720 de "Memory Seishun no Hikari".
A música apresenta passagens de rap de L The Headtoucha e intensa harmonização vocal pelos membros do grupo. Este foi o último single de Asuka Fukuda com Morning Musume, fazendo dela atualmente o membro de menor duração com 2 anos. Asuka afirmou que ela estava saindo para se concentrar em seus estudos, apenas para abandonar a escola logo depois. "Manatsu no Kōsen" foi lançado em maio e foi uma música de verão. Ele foi para o número três nas paradas, e as vendas caíram pela metade de "Memory Seishun no Hikari". A posição do gráfico do Morning Musume estava visivelmente atrasada na época: seu sexto single, "Furusato". apenas selou o fato. Natsumi Abe foi a única que cantou a melodia em "Furusato"; os outros membros apenas harmonizaram discretamente. Este foi seu quinto single, e as vendas mais uma vez diminuíram pela metade.
Second Morning foi lançado em julho de 1999, e continha os singles "Daite Hold on Me!", "Memory Seishun no Hikari", "Manatsu no Kōsen" e "Furusato". "Daite Hold on Me!" e "Manatsu no Kōsen" foram remixados.
Ansioso para adicionar nova vida ao grupo, Tsunku realizou audições para a terceira geração do Morning Musume. Esperava-se que duas garotas fossem admitidas, mas eventualmente apenas Maki Goto foi adicionada. Goto tinha 13 anos, o membro mais jovem do Morning Musume na época. O sétimo single do grupo, "Love Machine", vendeu 1.760.000 cópias, tornando-se um grande sucesso; ainda é seu single mais vendido desde partir de 2012. A canção divulgou uma imagem do JapãoJapão como a futura "inveja do mundo" e aplaudiu as massas durante um período de recessão econômica. Foi o primeiro single de Maki Goto e o último de Aya Ishiguro. Seu sucesso selvagem aumentou dramaticamente a popularidade do grupo. Logo Goto foi emparelhada com Kei Yasuda e Sayaka Ichii para formar o subgrupo Petitmoni (também conhecido como Pucchi Moni). O primeiro single de Petitmoni, "Chokotto Love", rivalizou com o sucesso de "Love Machine", vendendo mais de 1.123.610 cópias.

### 2000: Koi no Dance Site, sucesso comercial continuado e a 4ª geração
O ano 2000 viu pela primeira vez o lançamento de "Koi no Dance Site", que atingiu o número dois e vendeu mais de um milhão - 400.000 cópias longe de alcançar o sucesso da Love Machine. O single teve as maiores vendas da primeira semana do que qualquer outro single do Morning Musume, uma enorme quantidade de 600.860 cópias. Mesmo com esse grande número, o single não alcançou o primeiro lugar, porque o maior sucesso de Southern All Stars, Tsunami, que vendeu 2,93 milhões de cópias, foi lançado na mesma data que "Koi no Dance Site". Aya Ishiguro deixou o grupo antes do single ser lançado para se casar com Shinya, baterista da banda de rock visual kei Luna Sea, deixando o grupo com sete integrantes.
O segundo evento de 2000 foi a criação de "shuffle units", em que todos os membros da família de 16 membros de Tsunku, Hello! Project, foram misturadas para formar três grupos de uma só vez: Akagumi 4, Kiiro 5 e Aoiro 7. A ideia era lutar pelas maiores vendas individuais. Isso foi conseguido pela Akagumi 4, que se orgulhava de Maki Goto como vocal principal. Em março, seu terceiro álbum de estúdio, 3rd: Love Paradise foi lançado. Apesar de ter "Love Machine" e "Koi no Dance Site" em sua lista de faixas, ele não conseguiu conquistar o primeiro lugar, mas vendeu mais de 800.000 cópias, tornando-se o álbum de estúdio mais vendido do Morning Musume até hoje.
Este ano também trouxe uma nova geração. A quarta geração consistiu de Rika Ishikawa, Hitomi Yoshizawa, Nozomi Tsuji e Ai Kago, dando uma sensação completamente diferente ao grupo, adicionando a dupla de 12 anos de Tsuji e Kago. Depois de seu single de estréia, "Happy Summer Wedding", (continuando o legado de sucessos número um com 1.370.000 cópias vendidas), Sayaka Ichii saiu para seguir sua própria carreira musical. Ela se tornou a vocalista do grupo japonês Cubic Cross e mais tarde se casou com o colega Naoki Yoshizawa (nenhuma relação com Hitomi Yoshizawa).
Com Ishiguro e Ichii, Tanpopo e Petitmoni revisaram suas escalações - Hitomi Yoshizawa se juntou a Petitmoni, e Ai Kago e Rika Ishikawa foram adicionados a Tanpopo. Enquanto isso, Mari Yaguchi começou a tocar informalmente com Ai Kago e Nozomi Tsuji em shows como Mini Moni, um grupo feito sob medida para públicos mais jovens, com todos os membros sendo menos de 150 cm de altura. Mika Todd do Coconuts Musume foi posteriormente adicionado ao grupo e Tsunku as tornou oficiais. Seu single de estréia, "Minimoni Jankenpyon!", Foi o hit número 1 da Oricon. Como um grupo ídolo, elas foram extremamente bem-sucedidas, fazendo comparações com a popularidade do ex-grupo ídolo Speed. "I Wish" e "Renai Revolution 21" (último single de Yuko Nakazawa) continuaram a tendência de canções pop felizes se tornarem pontos fortes para o grupo. O Morning Musume também começou sua tradição de se apresentar em musicais a cada ano, abrindo novos caminhos como ídolos com seu musical Love Century: Yume wa Minakerya Hajimaranai.

### 2001: "The Peace" e a 5ª geração
Em abril de 2001, a líder do grupo, Yuko Nakazawa, se concentrou em sua carreira solo (considerando sua idade como um fator também - ela sentiu que estava limitando sua capacidade de atender às demandas físicas das atividades do grupo) fazendo Kaori Iida e Kei Yasuda co-líderes do Morning Musume . Durante este tempo, Rika Ishikawa foi "emprestada" para o grupo inativo, Country Musume. Ela não se juntou oficialmente, mas participou como cantora em um número de singles. Em julho de 2001, a sequência de sucessos número um ainda tinha que ser quebrada com o lançamento do single "The Peace!". "The Peace!" apresenta uma chamada distinta e cânticos de resposta, com Rika Ishikawa como foco central.
O jornal britânico The Guardian descreveu o vídeo promocional ecoando a "estranheza" da canção, colocando o grupo no meio do que parecia ser um gigantesco banheiro público, exibindo as meninas dançando entre os mictórios e posando para fotos nas barracas; supostamente como uma resposta à filmagem de câmera escondida dos membros que haviam surgido recentemente, filmados de um banheiro em seus escritórios de produção.
No final de janeiro de 2001, o best-seller Hello! O álbum de projetos lançado foi lançado: Best! Morning Musume 1. Vendeu 2.259.510 cópias. Ele apresentava 15 faixas, a única música original era "Say Yeah! -Motto Miracle Night-". No final de 2001, quatro novos membros se juntaram ao grupo como a quinta geração através da audição "Love Audition 21:" Ai Takahashi, Asami Konno, Makoto Ogawa e Risa Niigaki, aumentando a lista para 13 meninas. Seu primeiro single "Mr. Moonlight: Ai no Big Band", (feito no estilo de big band) contou com o membro da quarta geração Hitomi Yoshizawa como o foco central e principal vocalista da música.

### 2000: Graduação de Maki Goto e4th Ikimasshoi!
Em fevereiro, "Soda! We're Alive", outro sucesso, foi lançado. Ele apresentava muitos estilos diferentes combinados em uma música, centrada em Mari Yaguchi. Em julho de 2002, "Do It! Now" foi lançado. Este single finalmente quebrou a linha de sucessos número um e chegou ao número três - um fato surpreendente para muitos, considerando que foi o último single de Maki Goto. O quarto álbum de estúdio do Morning Musume, 4th Ikimasshoi! foi lançado em março de 2002, após uma espera de dois anos. É o primeiro álbum de estúdio do grupo a alcançar o número um na Oricon. Apresentou os singles "Renai Revolution 21", (regravados com a atual formação em 13 pessoas), "The Peace!", (Em uma versão "completa" e longa) "Mr. Moonlight: Ai no Big Band", (com diálogo adicionado no início) e "Soda! We're Alive".
O final de 2002 foi marcado pela saída de Maki Goto e uma reorganização em massa das subunidades. Tsunku removeu Kaori Iida, Mari Yaguchi e Ai Kago de Tanpopo, adicionando Asami Konno, Risa Niigaki e Ayumi Shibata de Melon Kinenbi para se juntarem a Rika Ishikawa. Tanpopo só lançou um single com esta formação antes do grupo ser colocado em um status de hiatus indefinido. Makoto Ogawa e Ayaka Kimura do Coconuts Musume se juntaram a Hitomi Yoshizawa em Petitmoni para substituir Kei Yasuda e Maki Goto, mas o grupo nem sequer lançou um single, apenas se apresentando em shows. Sua música "Wow Wow Wow" foi lançada mais tarde na Compilação de CD da Hello! Project  Petit Best 4. No Mini Moni, Mari Yaguchi foi substituída por Ai Takahashi e a nova formação lançou vários singles e um segundo álbum até o membro Mika Todd partir em Maio de 2004, adicionando o Mini Moni à lista de " hiatus indefinido ". Em outubro, "Koko ni Iruzee!" foi lançado, uma música rápida e agradável para aproveitar ao máximo a vida e a habilidade da música de unir o mundo. Foi o número um na Oricon.

### 2003: Estreia da 6ª Geração e Subgrupos
A canção infantil única "Morning Musume no Hyokkori Hyōtanjima" foi lançada em fevereiro de 2003 como o décimo sétimo single do grupo. É significativo porque foi uma música cover, marcando a primeira vez que Tsunku não escreveu as letras de um single. Abril trouxe o notavelmente bem-sucedido single "As for One Day" - uma música dirigida por sintetizadores sobre o amor perdido - que vendeu 129.893 cópias e alcançou o primeiro lugar nas paradas da Oricon, e foi a última vez que um single matutino atingiu o número um até "Aruiteru" (lançado no final de 2006). Este single foi o último para Kei Yasuda.
Antes das audições para a sexta geração serem realizadas, o grupo lançou o álbum n º 5. Foi único de algumas maneiras. Foi o último álbum de estúdio a incluir Kei Yasuda e Natsumi Abe como integrantes do grupo. Também foi o primeiro álbum de estúdio do Morning Musume a apresentar um ex-membro, como convidados, Maki Goto em "Megami (Mousse na Yasashisa)" e "Ganbacchae!". Apenas apresentava dois singles: "Do It! Now" e "Koko ni Iruzee!".
Em meados de 2003, quatro novas garotas foram adicionadas como a sexta geração: Miki Fujimoto, Eri Kamei, Sayumi Michishige e Reina Tanaka. Eri Kamei, Sayumi Michishige e Reina Tanaka passaram com sucesso nas audições tradicionais; no entanto, Miki Fujimoto foi uma cantora solo no Hello! Project na época. Depois de aparecer no programa de música de Ano Novo "Kōhaku Uta Gassen" com vários membros do Morning Musume dançando como apoio, Tsunku a adicionou como parte da sexta geração. O primeiro single da sexta geração foi "Shabondama", que continha letras de "break-up", uma rotina de dança aparentemente espontânea. Mari Yaguchi se tornou-se sub-líder do Morning Musume após a saída de Yasuda Kei e também foi encarregada de treinar e ajudar o grupo de estagiários da Hello! Project Kids, eventualmente formando um grupo com cinco deles, conhecido como ZYX.
Mais tarde, em 2003, o Morning Musume foi dividido em dois subgrupos para que pudesse percorrer mais cidades (especialmente cidades menores que não suportavam uma trupe de 15 membros). O Morning Musume Sakuragumi, que focou em canções de amor mais lentas e tradicionais, incluiu Natsumi Abe, Mari Yaguchi, Hitomi Yoshizawa, Ai Kago, Ai Takahashi, Risa Niigaki, Asami Konno e Eri Kamei. O Morning Musume Otomegumi, que tinha músicas pop mais animadas com um leve sabor de rock, contava com Kaori Iida, Rika Ishikawa, Nozomi Tsuji, Makoto Ogawa, Miki Fujimoto, Sayumi Michishige e Reina Tanaka. Sakuragumi lançou dois singles: "Hare Ame Nochi Suki" e "Sakura Mankai", e Otomegumi também lançou dois singles: "Ai no Sono: Touch My Heart!" e "Yūjō: Kokoro no Busu ni wa Naranee!". O último single do Morning Musume em 2003 para apresentar o grupo inteiro foi "Go Girl: Koi no Victory", que teve os membros femininos proclamando a vitória de seu amor.

### 2004: Graduações eAi no Dai 6 Kan
Em janeiro de 2004, Natsumi Abe (conhecido como "o rosto do Morning Musume" para o público em geral) partiu para uma carreira de solo. Seu último single foi "Ai Araba It's All Right", a última música do Morning Musume a vender mais de 100.000 cópias até 'One Two Three / The Matenrou Show'. "Ai Araba It's All Right" tinha letras edificantes e uma sequência alegre de dança.
O grupo logo lançou outro single, "Roman: My Dear Boy". A música mostrou um sabor quase rock e centralizou suas letras em torno de oferecer "uma dança" para um menino. Isto foi seguido por seu vigésimo terceiro single, "Joshi Kashimashi Monogatari", que é um single que foi realmente sobre as próprias meninas do Morning Musume, cada membro tem um verso sobre sua personalidade. Esta canção seria posteriormente refeita várias vezes como "Joshi Kashimashi Monogatari 2" e "Joshi Kashimashi Monogatari 3", incluídas no seu sexto e sétimo álbuns respectivamente. Este single também marcou a saída dos membros da quarta geração Nozomi Tsuji e Ai Kago em agosto, para se concentrar em "W", seu novo grupo de duo.
Em abril de 2004, Rika Ishikawa foi pega em um escândalo raro, uma gravação de áudio revelou seu dizer dos fãs do grupo em um show ", olhe para eles. Adultos gritando assim! Eu não posso acreditar nisso. Tão estúpido!" Em meados de 2004, o segundo melhor álbum do Morning Musume, o Best! Morning Musume 2 foi lançado e apresentou "Yah! Aishitai" como a única faixa nova. Ele teve uma recepção morna na melhor das hipóteses, em comparação com a primeira compilação de Best.
Audições para a sétima geração (nomeadas "Lucky 7" para comemorar a sétima geração, o sétimo ano do Morning Musume e sete locais de audição em todo o Japão) foram realizadas em várias cidades do Japão no final de 2004, resultando em seis finalistas. No entanto, em 9 de janeiro de 2005, Tsunku surpreendeu a todos ao anunciar que ninguém na audição do Lucky 7 seria adicionado ao Morning Musume, alegando que ele havia aumentado suas expectativas este ano na esperança de encontrar um "craque". Esta foi a primeira vez que uma audição terminou sem novos membros.
Em novembro de 2004, o Morning Musume lançou "Namida ga Tomaranai Hōkago", uma balada que contava com Asami Konno, Sayumi Michishige e Rika Ishikawa. Após este single, Morning Musume Early Single Box foi lançado. Era um conjunto de 9 CDs contendo seus primeiros oito singles com uma faixa bônus em cada um, bem como um CD de karaokê de algumas de suas músicas mais populares dos primeiros anos. Finalmente, no final de 2004, o álbum anual do grupo foi lançado. Seu sexto álbum de estúdio, chamado Ai no Dai 6 Kan, chegou às lojas em dezembro. Continha três singles: "Roman: My Dear Boy", "Joshi Kashimashi Monogatari" e "Namida ga Tomaranai Hōkago". Este foi o último álbum de estúdio creditado de Ai Kago, Nozomi Tsuji, Kaori Iida, Mari Yaguchi e Rika Ishikawa.

### 2005: Membro "Milagre" da 7ª Geração
Em 30 de janeiro de 2005 - a então líder e a última integrante da primeira geração Kaori Iida saiu para seguir carreira solo de cantora / artista, com Mari Yaguchi assumindo o papel de liderança com Hitomi Yoshizawa como sub-líder. Seu último single foi "The Manpower!!!", que cantou sobre as habilidades da raça humana e também foi a música tema de Tohoku Rakuten Golden Eagles. O início de 2005 também viu o início do Musume Document 2005, que cobriu o material dos bastidores, imagens históricas e entrevistas. Em fevereiro de 2005, Tsunku iniciou outra audição para a sétima geração do Morning Musume. Ele notou que ainda estava decidido a encontrar um "ás". Esta audição resultou com Koharu Kusumi finalmente sendo escolhida como o único "milagre" membro da nova geração.
Em 10 de abril de 2005, foram tiradas fotos de Mari Yaguchi com Shun Oguri (programado para ser publicado em uma revista de fofocas sexta-feira! No dia 15). Em 14 de abril de 2005, Yaguchi anunciou que iria "se aposentar" do Morning Musume e continuaria com atividades solo. Em sua declaração pública, Yaguchi disse que, devido ao escândalo e sua publicidade, ela não podia mais sustentar uma imagem de "ídolo" própria do Morning Musume. Por causa da natureza de sua partida, Yaguchi não recebeu um concerto de saída. Sub-líder Hitomi Yoshizawa assumiu como o líder do Morning Musume, e Miki Fujimoto se tornou sub-líder a partir de 15 de julho de 2005.
Apenas alguns dias após a renúncia de Yaguchi, em 27 de abril de 2005, o 26º single do grupo, "Osaka Koi no Uta" foi lançado. A versão final ainda mostrava Yaguchi, presumivelmente porque eles não tinham tempo suficiente para regravar e remixá-lo. As letras estão em um dialeto de Osaka. Este single também foi o último de Rika Ishikawa. Ela partiu em 7 de maio de 2005 para assumir a liderança em tempo integral do trio da Hello! Project conhecido como v-u-den. O primeiro single de Kusumi com Morning Musume foi "Iroppoi Jirettai", de julho, uma canção de estilo flamenco, que foi considerada o maior hit do ano - vendendo cerca de 20.000 cópias a mais do que qualquer outro singe. Um evento de aperto de mão em 3 cidades foi organizado para a promoção deste single.
O último single de Morning Musume de 2005 foi "Chokkan 2: Nogashita Sakana wa Ōkiizo!", que foi uma refilmagem de uma canção anterior apenas para o álbum sobre a importância de usar sua intuição e não aceitar coisas boas como garantidas. "Koi wa Hassō Do The Hustle!" Seria a faixa-título do single, mas devido aos resultados ruins da pré-visualização, tornou-se a faixa de acoplamento. Em 31 de dezembro de 2005, os ex-integrantes do Morning Musume Mari Yaguchi, Kaori Iida, Natsumi Abe, Yuko Nakazawa, Ai Kago, Nozomi Tsuji, Riki Ishikawa, Maki Goto e Kei Yasuda juntaram-se à linha atual do Morning Musume para realizar o sucesso da banda. "Love Machine" na edição 2005/2006 do Kōhaku Uta Gassen. O desempenho foi o primeiro de Yaguchi desde que deixou o Morning Musume oito meses e meio antes.

### 2006: Graduação de Asami Konno e Makoto Ogawa
Em 16 de janeiro de 2006, foi anunciado que o Morning Musume ganhou o prêmio Kanagawa Image Up, em reconhecimento ao suporte da Hello! Project a uma campanha antipoluição. Yoshizawa, Fujimoto e Takahashi representaram o grupo para aceitar o prêmio.
Em fevereiro, o grupo lançou seu sétimo álbum de estúdio, Rainbow 7. Foi o primeiro álbum de Kusumi e o último de Konno e Ogawa. O álbum apresenta "The Manpower!!!", "Osaka Koi no Uta", "Iroppoi Jirettai" e "Chokkan 2: Nogashita Sakana wa Ōkiizo!" (em uma forma remixada). Kaori Iida, Rika Ishikawa e Mari Yaguchi não são creditadas em nenhuma parte do encarte, embora seus vocais apareçam. Três das músicas do álbum são executadas por grupos menores de vários membros do grupo, e são creditadas nas notas dos membros em destaque, e não em todo o grupo.
Em março de 2006, "Sexy Boy: Soyokaze ni Yorisotte" foi lançado. Apresentava uma dança fácil de aprender e um estilo parapara. Foi considerado um sucesso relativo.
Em 28 de abril de 2006, foi anunciado por Tsunku em seu site oficial que membros da quinta geração Asami Konno e Makoto Ogawa deixariam o grupo. Konno formou-se em 23 de julho de 2006 para frequentar a Universidade e Ogawa partiu em 27 de agosto de 2006 para estudar inglês no exterior. Ambas deixaram o Morning Musume, mas apenas Konno deixou a Hello! Project inteiramente; Ogawa pretendia retornar depois de completar seus estudos. No entanto, a partir de 2007, Konno retornou ao Hello! Project para se juntar ao novo grupo Ongaku Gatas, tornando-se a primeira vez que uma garota deixa a Hello! Project e retorna. Ogawa, por outro lado, retornou em junho de 2008, aparecendo em um episódio do programa de televisão do Morning Musume, Haromoni @.
O último single de Konno e Ogawa foi "Ambitious! Yashinteki de Ii Jan", que, mais uma vez, apresentou um arranjo tipo parapara, com um toque de rock 'n' roll. Era o 30º single do grupo, e uma edição de CD limitada de todos os últimos 30 singles misturados em uma faixa de treze minutos foi incluído na primeira edição. Infelizmente, as vendas não atenderam a divulgação e "Ambitious!..." marcou como single menos vendido do Morning Musume.
Em meados de 2006, o grupo realizou o musical Ribbon no Kishi. Ai Takahashi assumiu o papel principal; o papel secundário foi desempenhado por membros alternados. Houve também um mini-concerto no final de cada apresentação, que serviu como o verdadeiro "show de saída" de Ogawa - o concerto Wonderful Hearts 2006 foi inicialmente destinado apenas à partida de Konno, embora Ogawa usasse uma roupa especial e a lesse deixando comentários também . Quanto ao Ribbon no Kishi, um álbum com uma seleção de músicas foi lançado: Ribbon no Kishi The Music Song Selection.
Em meados de 2006, Tsunku anunciou a audição para a oitava geração, chamada Morning Musume Happy 8 Audition. A audição começou em 27 de agosto de 2006 e terminou em Tóquio em 22 de outubro de 2006. Em 10 de dezembro de 2006, no Hello! Morning, foi anunciado que a única nova membro era Aika Mitsui. O show teve uma gravação de audição toda semana até o dia 10 de dezembro de 2006.
O último lançamento em 2006 foi "Aruiteru", que foi um grande sucesso. Foi o primeiro single no primeiro lugar depois de três anos e meio (seu último hit foi "As for One Day"). As letras da música foram creditadas por seu sucesso, com frases como "ande, você não está sozinho porque todo mundo está aqui com você, orando pela paz ". Foi um pouco diferente dos singles hiperativos que o grupo estava lançando. O grupo de Tsunku, Sharan Q, também fez uma cover de rock dessa música.
Seu primeiro mini-álbum, 7.5 Fuyu Fuyu Morning Musume Mini!, foi lançado em dezembro. Ele apresentava cinco faixas por solo e / ou combinações menores de membros do grupo. Ele também contou com o single "Aruiteru".

### 2007: Estreia da 8ª Geração, Graduação de Hitomi Yoshizawa e Despedida de Miki Fujimoto
No início de 2007, o Morning Musume Tanjō 10nen Kinentai, uma unidade formada por Kaori Iida, Natsumi Abe, Maki Goto, Risa Niigaki e Koharu Kusumi, foi criado para celebrar o 10º aniversário do Morning Musume. Elas lançaram um single comemorativo chamado "Bokura ga Ikiru My Asia". Os membros escolhidos simbolizam o começo do grupo; como eles tinham cinco membros com idades entre 14 e 24 anos. Além disso, cada membro era de uma geração ímpar (Kaori Iida e Natsumi Abe da primeira geração, Maki Goto da terceira, Risa Niigaki da quinta e Koharu Kusumi da sétima).
Em 2 de janeiro de 2007, um anúncio foi feito durante o Concerto de Inverno 2007 da Hello! Project , que a líder do grupo na época Hitomi Yoshizawa deixaria o Morning Musume em 6 de maio de 2007, o último dia da turnê de primavera do Morning Musume em 2007. O concerto aconteceria no Saitama Super Arena na cidade natal de Yoshizawa.
Em fevereiro, o primeiro single com o membro da oitava geração Aika Mitsui foi lançado, "Egao Yes Nude". Este foi o primeiro PV do Morning Musume a aparecer no site Dohhh! Up (um site de streaming de mídia da Hello! Project). O single subiu contra uma competição mais acirrada do que "Aruiteru", conseguindo apenas um número quatro, embora tenha vendido o mesmo número de cópias. A música tem um toque de disco e funk, e lembra muito algumas das músicas mais antigas do Morning Musume, mais notavelmente "Summer Night Town".
Na edição de 11 de março de 2007 do programa semanal de TV Hello! Morning, o produtor Tsunku revelou que faria um anúncio importante no episódio seguinte. Vários dias depois, em 15 de março, ele anunciou que dois outros membros da oitava geração estariam se juntando ao grupo - Li Chun e Qian Lin, ambas chinesas, se juntariam como "estudantes de intercâmbio". Tsunku afirmou que as duas novas integrantes seriam uma chave importante para a expansão planejada de seu grupo na Ásia e deu a elas os nomes de palco "Junjun" e "Linlin", respectivamente. As duas fizeram sua estréia no palco em 6 de maio, no Saitama Super Arena. Elas foram as primeiras integrantes não japonesas do grupo.

## Atividades fora do Japão
Apesar de já terem fã-clubes oficiais de Taiwan e Coreia do Sul, a Hello!Project e Morning Musume começaram a aumentar sua base de fãs fora do Japão e principalmente no resto da Ásia a partir de meados de 2007 e em 2008.
O grupo também incorporou duas integrantes não - japonesas: LinLin e JunJun, de origem chinesa. Além da inauguração do site em Taiwanês da Hello!Project em 2007, a Hello!Project também lançou o "H.P. Taiwan New Star Audition", que é uma audição destinada a recrutar novos membros para se juntar ao Hello!Project como "Hello Pro Eggs". Nesta audição, também serão escolhidas novas integrantes para o Mornig Musume também.
Em 12 de fevereiro de 2009, foi anunciado que o grupo Morning Musume estaria realizando shows nos Estados Unidos na Anime Expo, a maior convenção de anime, durante sua convenção de 2009, como um dos convidados oficias de honra. Foi também anunciado que "3, 2, 1 Breakin 'Out!", A faixa de engate do seu single "Shōganai Yume Oibito", seria o tema oficial para o Anime Expo 2009. A convenção foi realizada na Los Angeles Convention Center, em Los Angeles, Califórnia, de 2 á 5 de julho. Seu show foi na sexta-feira 3 de julho com uma platéia lotada de fãs norte-americanos, assim como muitos espectadores estrangeiros que viajaram lá para terem a chance de vê-las.
Morning Musume também realizou seu "10th Anniversary Live Tour" na Coréia em junho de 2008.
Na França, vídeos de música Morning Musume são transmitidos em um canal de televisão chamado Nolife, um canal que apresenta jogos de vídeo e música japonesa..
Na sexta-feira 1 de julho de 2010, Morning Musume fez sua primeira aparição no evento Japan Expo 2010, em Paris, França, como convidado de honra. "Tomo" 友 ("amigo"), a faixa de engate 43 single do grupo, "Seishun Collection" 青春コレクション ("Coleção de Jovens"), foi música tema do evento

## Discografia
- First Time (1998)
- Second Morning (1999)
- 3rd: Love Paradise (2000)
- 4th Ikimasshoi! (2002)
- No. 5 (2003)
- Ai no Dai 6 Kan (2004)
- Rainbow 7 (2006)
- Sexy 8 Beat (2007)
- Platinum 9 Disc (2009)
- 10 My Me (2010)
- Fantasy! Jūichi (2010)
- 12, Smart (2011)
- 13 Colorful Character (2012)
- 14 Shō: The Message (2014)
- 15 Thank You, Too (2017)
- 16 ~That's J-POP~ (2021)
- Professionals-17th (2024)

## Marcos e prêmios

### Golden Arrow Award
| Ano  | Recipiente     | Categoria        | Resultado |
| ---- | -------------- | ---------------- | --------- |
| 1998 | Morning Musume | Prêmio Revelação | Venceu    |

| Ano  | Recipiente     | Categoria      | Resultado |
| ---- | -------------- | -------------- | --------- |
| 1999 | Morning Musume | Prêmio Musical | Venceu    |

### Japan Academy Prize
| Ano  | Recipiente     | Categoria              | Resultado |
| ---- | -------------- | ---------------------- | --------- |
| 2001 | Morning Musume | Prêmio de Popularidade | Venceu    |

| Ano  | Recipiente   | Categoria        | Resultado |
| ---- | ------------ | ---------------- | --------- |
| 2001 | Pinch Runner | Prêmio Revelação | Venceu    |